# Colony of Virginia

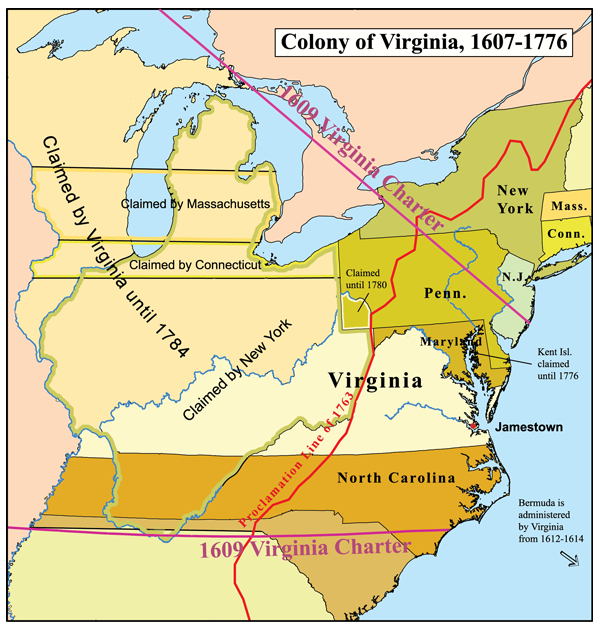
Grenzen der Colony of Virginia zwischen 1607 und 1777

Die Colony of Virginia (Virginia Colony, Province of Virginia oder Dominion and Colony of Virginia), 1607–1776, war eine der Dreizehn Kolonien in Nordamerika, die sich 1776 in der Unabhängigkeitserklärung der Vereinigten Staaten vom Königreich Großbritannien lossagten.

## Geographie
Virginia bezeichnete ein Gebiet, welches die späteren US-Bundesstaaten Virginia, West Virginia, North Carolina, Kentucky, Tennessee und Ohio umfasste. Hauptstadt waren Jamestown (1607–1699) bzw. Williamsburg (1699–1776). Den Namen erhielt Virginia von Walter Raleigh im Zuge seiner Expedition von 1584 zu Ehren der englischen Königin Elisabeth I., als er die erste Ansiedlung auf Roanoke Island gründete. Die unverheiratete Königin trug den Beinamen „Jungfräuliche Königin“ (Virgin Queen). Zudem ging es aus der Sicht der Kolonialisten um die Besiedlung und Urbarmachung eines solchen Landes.

## Geschichte
In Virginia wurden die ersten Siedlungsversuche der Engländer von einem Unternehmen namens „Virginia Company“ unternommen, das 1607 die Siedlung Jamestown gegründet hatte. Der englischen Regierung fehlte zu dieser Zeit das Geld, um solche teuren und unsicheren Expeditionen zu finanzieren. Anfangs hatten die Besiedlungsversuche nur mäßigen Erfolg. Von den im Dezember 1606 in England gestarteten 144 Männern waren neun Monate später nur noch 38 am Leben. 39 waren während der Überfahrt, 67 in den ersten neun Monaten nach der Ankunft an der Küste gestorben. Auch Hungersnöte waren keine Seltenheit, trotzdem nahmen immer mehr Engländer die Gelegenheit wahr und emigrierten nach Virginia. In den Englischen Powhatankriegen kam die Kolonie in starke Bedrängnis. Der zweite Gouverneur der Kolonie, Lord De La Warr, konnte die Lage stabilisieren. Wirkliche Besserung kam erst, als John Rolfe 1612 die ersten Tabakpflanzen in Virginia pflanzte, die er wahrscheinlich aus Trinidad mitgebracht hatte. 1618 wurden schon für 20.000 Pfund Tabak exportiert. 1619 entstand das House of Burgesses als legislative Vertretung in der Kolonie.
Der zweite Krieg mit den Powhatan begann 1622. Auch dadurch geriet die Virginia Company of London in finanzielle Schwierigkeiten, was im Jahr 1624 zu einer Umwandlung des Gebiets in eine königliche Kolonie führte. 1638 betrug die Summe der Exporte aus Virginia bereits drei Millionen Pfund. 1676 kam es zur Bacon’s Rebellion, eine von Nathaniel Bacon geführte Rebellion gegen den Gouverneur Sir William Berkeley. Deutsche Einwanderer aus dem Siegerland gründeten 1714 die Kolonie Germanna. Germanna wurde nach Deutschland (Germany) und der damaligen britischen Königin Anne benannt.
Der Parson’s Cause um die Besoldung der anglikanischen Geistlichen infolge der Two Penny Acts (1755, 1758) nahm grundlegende Fragen über das Verhältnis des Königreichs Großbritannien zu den britischen Kolonien vorweg.
Als Heimat vieler Gründerväter, insbesondere Patrick Henry, Thomas Jefferson, Richard Henry Lee, James Madison, George Mason und George Washington, spielte Virginia, eine herausragende Rolle in der Amerikanischen Unabhängigkeitsbewegung. Die britischen Kolonialherren wurden nach der verlorenen Schlacht von Great Bridge vom 9. Dezember 1775 endgültig aus Virginia vertrieben. Der in Williamsburg tagende Konvent von Virginia erklärte am 15. Mai 1776 die Kolonie für unabhängig. Im Rahmen der Arbeit an einer Verfassung verabschiedete er am 12. Juni 1776 einstimmig eine maßgeblich von George Mason formulierte Grundrechteerklärung – die Virginia Declaration of Rights. Wenige Wochen später wählte der Konvent schließlich Patrick Henry zum ersten Gouverneur von Virginia. Mit Annahme der Unabhängigkeitserklärung der Vereinigten Staaten durch den Kontinentalkongress am 4. Juli des Jahres wurde der Commonwealth of Virginia einer der dreizehn Gründerstaaten der USA.